# Kruče
Kruče (albánsky Kërruçi, Krruçi, srbsky Круче) jsou vesnice a přímořské letovisko v Černé Hoře, nacházející se v opčině města Ulcinj, od něhož leží 9,5 km severozápadně. Sídlo leží asi 17 km jihovýchodně od Baru a asi 69 km jihozápadně od Podgorice. V roce 2011 zde žilo 142 obyvatel, z nichž necelou polovinu tvořili Albánci. Více než polovina obyvatel je muslimského vyznání.
Sídlo se nachází u stejnojmenné zátoky Kruče, mezi mysy Stari Ulcinj (západně od tohoto mysu je stejnojmenný ostrůvek) a Marjan. Nachází se zde restaurace, několik pláží a množství apartmánů. Východně od Kručí leží pás 23 větrných turbín, pod nimi je mešita, kterou obklopuje malý islámský hřbitov. Prochází tudy silnice M-1, na níž se nacházejí dva tunely: Belveder (dlouhý 216 m) a Kruče (dlouhý 66 m).
V Kručích se nachází starověké archeologické naleziště.